# Sars-et-Rosières

Sars-et-Rosières este o comună în departamentul Nord, Franța. În 1 ianuarie 2022 avea o populație de 613 de locuitori.